# Comuna Didivșciîna, Fastiv
Didivșciîna (în ucraineană Дідівщина) este o comună în raionul Fastiv, regiunea Kiev, Ucraina, formată din satele Demînivka, Didivșciîna (reședința) și Vilșanska Nîva.

## Demografie
Componența lingvistică a comunei Didivșciîna
     Ucraineană (94,71%)
     Rusă (4,75%)
     Alte limbi (0,54%)
Conform recensământului din 2001, majoritatea populației comunei Didivșciîna era vorbitoare de ucraineană (94,71%), existând în minoritate și vorbitori de rusă (4,75%).